# Tilo Gutzeit
Pour les articles homonymes, voir Gutzeit.
Tilo Gutzeit, né le 27 janvier 1938 à Düsseldorf en Rhénanie-du-Nord-Westphalie, est un patineur artistique allemand, champion ouest-allemand en 1955.

## Biographie

### Carrière sportive
Tilo Gutzeit patine pour le club de Düsseldorf (Düsseldorfer EG). Il est champion d'Allemagne de l'Ouest en 1955. À l'origine, la médaille d'or est donnée à Manfred Schnelldorfer, 12 ans, et Tilo Gutzeit ne reçoit que la médaille d'argent. Mais plusieurs mois après, Werner Rittberger, qui est juge à ces championnats, a recalculé les résultats, et il s'est avéré que Tilo Gutzeit avait gagné ! Les résultats ont été corrigés et les médailles ont été physiquement échangées.
Tilo Gutzeit représente son pays à cinq championnats européens (1955 à Budapest, 1956 à Paris, 1958 à Bratislava, 1959 à Davos et 1960 à Garmisch-Partenkirchen), cinq mondiaux (1955 à Vienne, 1956 à Garmisch-Partenkirchen, 1958 à Paris, 1959 à Colorado Springs et 1960 à Vancouver), et deux Jeux olympiques d'hiver (1956 à Cortina d'Ampezzo et 1960 à Squaw Valley).
Tilo Gutzeit a été pressenti pour être le futur partenaire de la patineuse de couple Marika Kilius, qui venait de se séparer de son partenaire Franz Ningel en 1957. Cependant, Marika Kilius lui préféra Hans-Jürgen Bäumler.
Il arrête sa carrière sportive après les mondiaux de 1960, à l'âge de 22 ans.

## Palmarès
| Compétition                         | 1955 | 1956 | 1957 | 1958 | 1959 | 1960 |
| Jeux olympiques d'hiver             |      | 10e  |      |      |      | 9e   |
| Championnats du monde               | 13e  | 9e   |      | 7e   | 6e   | 5e   |
| Championnats d’Europe               | 7e   | 5e   |      | 6e   | 6e   | 5e   |
| Championnats d'Allemagne de l'Ouest | 1er  | 2e   | F    | 2e   | 2e   | 2e   |
| Légende : F = Forfait               |      |      |      |      |      |      |